# Arnoud Okken
Arnoud Okken (né le 20 avril 1982 à Doetinchem) est un athlète néerlandais, spécialiste du 800 mètres.

## Biographie
Sur 800 m, son meilleur temps est de 1 min 45 s 64 à Pékin le 1er septembre 2001 tandis que sur 1 500 m, il a réalisé 3 min 37 s 46 à Cassel le 14 juin 2002.
Il termine 4e des Championnats d'Europe d'athlétisme 2010, en 1 min 47 s 31, après avoir terminé 5e de ceux de 2002. Il a remporté la médaille d'or des 29es Championnats d'Europe en salle à Birmingham en 2007. En tant que junior, il avait terminé 5e des Championnats du monde à Santiago du Chili en 2000 et médaille d'argent des Championnats d'Europe junior d'athlétisme 2001.

### Palmarès
| Date | Compétition                    | Lieu              | Résultat | Performance   |
| ---- | ------------------------------ | ----------------- | -------- | ------------- |
| 2000 | Championnats du monde juniors  | Santiago du Chili | 5e       | 1 min 49 s 10 |
| 2001 | Championnats d'Europe juniors  | Grosseto          | 2e       | 1 min 48 s 02 |
| 2002 | Championnats d'Europe          | Munich            | 5e       | 1 min 48 s 39 |
| 2003 | Championnats du monde en salle | Birmingham        | 6e       | 1 min 48 s 71 |
| 2005 | Championnats d'Europe en salle | Madrid            | 5e       | 1 min 49 s 77 |
| 2007 | Championnats d'Europe en salle | Birmingham        | 1er      | 1 min 47 s 92 |
| 2010 | Championnats d'Europe          | Barcelone         | 4e       | 1 min 47 s 31 |

### Records
| Épreuve    | Épreuve      | Performance   | Lieu      | Date               |
| ---------- | ------------ | ------------- | --------- | ------------------ |
| 800 mètres | En plein air | 1 min 45 s 64 | Pékin     | 1er septembre 2001 |
| 800 mètres | En salle     | 1 min 46 s 27 | Stuttgart | 29 janvier 2005    |